# 尊严殖民地
《尊严殖民地》（英国版为）是弗洛里安·加伦贝格尔执导的一部历史惊悚片，历史背景为1973年智利政變。这部电影是英国、德国、卢森堡和法国国际合制的，曾获得五项德国电影奖提名。
电影的主要摄影工作2014年10月2日开始于卢森堡，此外也曾在德国和阿根廷取景。2015年9月13日，它在多伦多国际电影节首映，次年在德国、英国及法国上映。

## 剧情
1973年智利政变发生后，年轻的德国情侣丹尼尔（Daniel，丹尼尔·布鲁赫饰）和莉娜（Lena，艾玛·沃森饰）卷入其中，丹尼尔被奥古斯托·皮诺切特的军队绑架，莉娜跟踪到囚禁丹尼尔的“尊严殖民地”（Colonia Dignidad），领导这里的是前纳粹分子保罗·舍费尔（迈克尔·恩奎斯特饰），莉娜假意加入，最终救出丹尼尔，逃入西德大使馆。大使馆的员工出卖了他们，但二人最终还是得以乘飞机逃出生天。